# Сон (фільм)
«Сон» — український радянський біографічний кольоровий художній кінофільм 1964 року, присвячений Т. Шевченку. Фільм зняв режисер В. Денисенко на кіностудії ім. Олександра Довженка. Прем'єра відбулася у Києві 3 листопада 1964 року.
Молодого Тараса Шевченка, автора крамольних віршів, викликають на допит. Замість пояснень, поет пише нові вірші, які присвячує безрадісній долі України. За «підбурливі» думки Шевченка віддають у солдати з забороною писати й малювати. Стрічка змальовує внутрішній стан митця в ті дні, його спогади про роки, прожиті в кріпацтві, роздуми про вітчизну, народ і свободу.
Займає 95-ту позицію у списку 100 найкращих фільмів в історії українського кіно.

## Сюжет
У фільмі відтворено один з періодів життя Т. Г. Шевченка — від дитячих років до заслання. Засобами кіномистецтва автори фільму викривають «святих отців» — поборників темряви і мракобісся. Шевченко в фільмі — це людина, яка приходить до висновку про облудність релігії. Насправді ж, завдяки виражальним кінематографічним метафорам, Шевченко постає перед глядачем не стільки як одноплощинний атеїст, скільки як справжній бунтар і гуманіст.

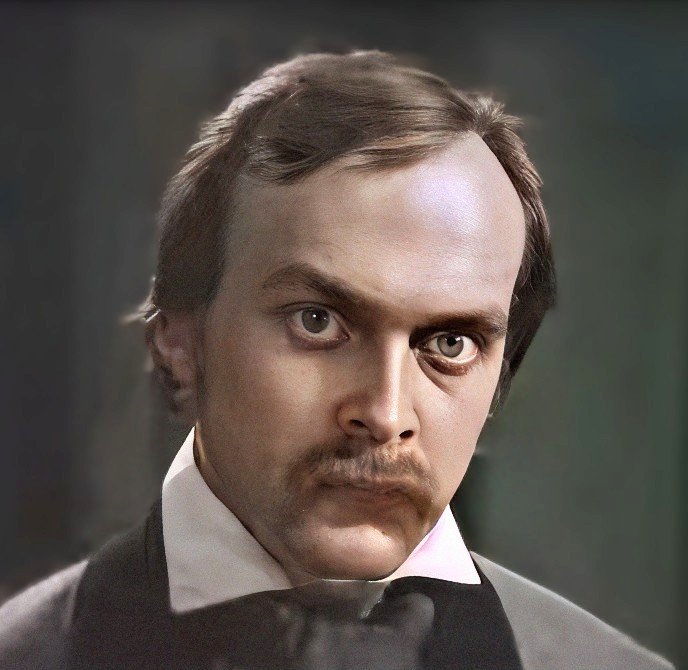
Іван Миколайчук в ролі Тараса Шевченка

Фільм, на думку французького дослідника, історика українського кінематографа Любомира Госейка, побудовано на зіставленнях і непрямій хронології, сучасне переплітається з минулим, сон —– із дійсністю: «Наприкінці цього новаторського фільму, який коригує попередні версії в бік національної свідомости, Шевченко проходить коридором, де один за одним з'являються персонажі його поеми. Можна бачити, як зі свого портрета виходить цар, котрий починає невимушену розмову з поетом, чия особиста трагедія полягає в тому, що він бачить себе —– і звільненого —– серед кріпаків. …Володимира Денисенка більше хвилює етичний бік героїв, їхня та їхньої країни доля в боротьбі за справедливість і добро. Він одним із перших у післядовженківському поколінні, хто накреслює нові шляхи, робить нові пролами в національній свідомості, випереджаючи Сергія Параджанова, Юрія Іллєнка, Леоніда Осику, Івана Миколайчука».

## В ролях
- Іван Миколайчук — Тарас Шевченко
- Юрко Леонтьєв — малий Тарас
- Дмитро Мілютенко — дядько Іван
- Наталія Наум — Ядвіга Гусиковська
- Костянтин Степанков — Іван Сошенко
- Михайло Державін — Карл Брюлов
- Василь Дашенко — Венеціанов
- Дмитро Франько — Василь Жуковський
- В'ячеслав Воронін — Мокрицький
- Іван Кононенко — Григорович
- Володимир Гончаров — Енгельгардт
- Юхим Копелян — Прехтель
- Владислав Стржельчик — цар Микола I
- Анатоль Іванов — цар Олександр I
- Володимир Белокуров — Дубельт
- Раїса Недашківська — Причинна
- Микола Рушковський — Вільєгорський
- Микола Гринько — дяк
- Лев Перфілов — кріпак

## Знімальна група
- Сценаристи: Дмитро Павличко, Володимир Денисенко
- Режисер-постановник: Володимир Денисенко
- Головний оператор: Михайло Чорний
- Художник-постановник: Микола Рєзник
- Композитор: Олександр Білаш
- Режисер: Ю. Фокін
- Оператор: Едуард Плучик (у титрах — Плучек)
- Редактор: М. Ткач
- Звукооператори: Ростислав Максимцов, Анатолій Чернооченко
- Костюми: Катерина Гаккебуш
- Гример: М. Лосєв
- Монтажер: Т. Бикова
- Художники-декоратори: М. Арістов, Є. Парахоня
- Оператор комбінованих зйомок: Павло Король
- Художник комбінованих зйомок: М. Полунин